# 앨런 레이친스

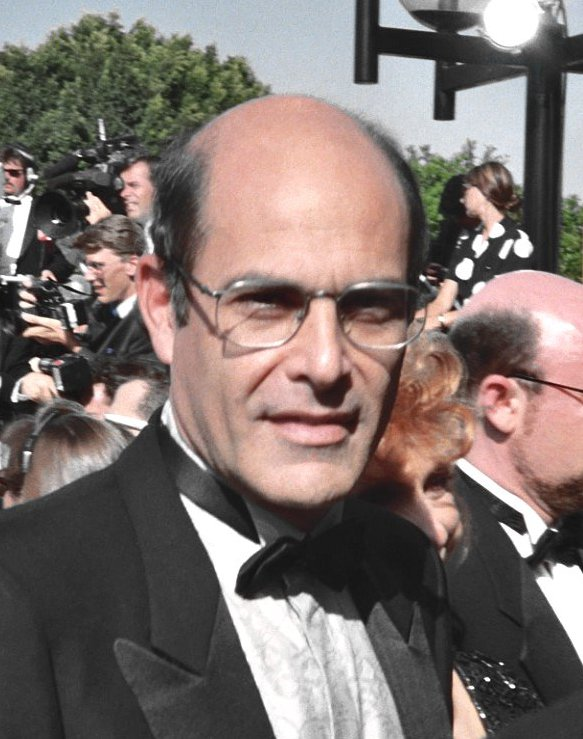

앨런 레이친스(영어: Alan Rachins, 1942년 10월 3일~2024년 11월 2일)는 미국의 배우이다.

## 출연 작품
- 초콜렛 도넛(2012년) - 레스닉 역
- 스펙타큘러 스파이더맨(2008년)
- 몬스터 나잇(2006년)
- 비버는 해결사(1997년)
- 쇼걸(1995년)
- 스타퀘스트(1994년)
- 하트 컨디션(1990년)
- 올웨이스(1985년)

### 텔레비전
- L.A. 로(1986~94)